# Понори (Прилуцький район)
Поно́ри — село в Чернігівській області України, входить до складу Талалаївської селищної громади. За адміністративним поділом до липня 2020 року село входило до Талалаївського району, а після укрупнення районів входить до Прилуцького району. Розташоване на березі річки Ромни, за 9 км від залізничної станції Талалаївки. Населення — 269 осіб, площа — 1,602 км².

## Історія
Село вперше згадуються під 1666 роком, було вільним військовим селом і входило до Краснянської, пізніше — Красноколядинської сотні Прилуцького полку. Згідно переписних книг на той час в селі було 9 господарств селян, з них 2 господарства «пашут на 4-х волах, да у них же по 2 лошади пашенных», 4 господарства «пашут на 2-х волах, да у них же по лошади пашенных» та 3 господарства «пашут на 2-х волах»; козаки не показані.
1705 року гетьман Іван Мазепа надав його прилуцькому полковнику Дмитро Горленку. 1714 року, з огляду на клопотання колишнього прилуцького полковника Івана Носа, гетьман Іван Скоропадський віддав село красноколядинському сотнику Леонтію Лащинському «до ласки військової», тобто у тимчасове, рангове володіння. Після відставки сотника у 1718 році село одержав його наступник — сотник Марко Ангеліовський, на тих же умовах. Після смерті сотника 1737 року у володіння селом вступив його зять штабс-лікар С. Семенов. Проте за скаргою нового сотника Петра Максимовича, у якій він доводив, що село було ранговим, «Правління гетьманського уряду» 1740 передало село йому «на ранг».
У період між 1730 та 1737 роками споруджена перша дерев'яна церква Святого апостола Марка — престол освячений на честь ктитора сотника Марка Ангеліовського. Згодом, коли від Красноколядинської сотні відокремилася Голінська (1751), Понори поділені між сотниками цих сотень.
1740 року в селі було 25 дворів в (26 хат) селян, 4 бездворі хати, підсусідків (козаків не було). 1780 року — 35 дворів
(45 хат) та 8 бездворих хат селян, 15 дворів (27 хат) козаків.
З 1798 року у селі Вознесенська церква.
Після анексії Гетьманщини Російською імперією у 1782 році село передано до складу Роменського повіту Чернігівського намісництва. Потім у складі Красноколядинської волості Конотопського повіту Чернігівської губернії.
Є на мапі 1812 року.
У 1859 році у казеному та володарскому селі Понори була церква православна та 383 двори де жило 997 осіб (454 чоловічої та 543 жіночої статі).
1901 року - село Красно-Колядинської волості Конотопського повіту Чернігівської губернії, 879 мешканців.
З 1917 року — у складі УНР. З 1923 року - село Дмитрівського району Конотопського округу.

### В складі України
З 1991 року село у складі України. У 1996 році в селі було 184 двори, мешкало 465 жителів.
До 2017 року було центром сільської ради

## Освіта
В селі діє Понорська загальноосвітня школа.

## Відомі люди
В селі народилися:
- Бахмач Володимир Степанович (1973—2015) — солдат Збройних сил України, учасник російсько-української війни.
- Ніс Степан Данилович (1829—1900) — український фольклорист, етнограф, лікар.